# Brandenburg (1936)
Pour les articles homonymes, voir Brandenburg (homonymie).
Le Brandenburg était un mouilleur de mines de la Kriegsmarine, durant la Seconde Guerre mondiale. 
C'est le navire frigorifique français Kita, saisi en décembre 1942 et mis en service en avril 1943 jusqu'à son naufrage en septembre 1943.

## Histoire
Le Kita a été lancé en 1936 par le chantier naval de La Seyne-sur-Mer les Forges et Chantiers de la Méditerranée (FCM) pour la compagnie maritime Les Chargeurs réunis.

## Service
Après l'occupation de la France méridionale par la Wehrmacht en décembre 1942, le port de Marseille est occupé par la Kriegsmarine. Dans le cadre de l’Accord Laval-Kaufmann avec le Régime de Vichy des bateaux français sont réquisitionnés. Il est décidé de transformer le Kita en mouilleur de mines. Il reçoit une forte artillerie de défense anti-aérienne, 6 lanceurs de grenades anti-sous-marine et 260 mines flottantes. Mis en service en avril 1943 il prend le nom de Brandenburg et, dès le 22 avril, part au sud-ouest de la Sardaigne pour la pose de champs de mines. En collaboration avec le Pommern ils mouillent des mines  dans le golfe de Gaeta, dans le golfe de Salerne et dans les  Bouches de Bonifacio.
Le 9 septembre 1943, lendemain de l'annonce de l'armistice italien, le Brandenburg et le Pommern se trouvent au Rosignano Marittimo au sud de Livourne avec le croiseur auxiliaire italien Piero Foscari et le cargo Valverde. Ils attaquent ces deux navires, qui se trouvent aussi sous le feu de l'artillerie de l'armée de terre allemande et se rendent. Le Brandenburg et le Pommern, toujours avec l'aide de l'artillerie de l'armée de terre, capturent ensuite le mouilleur de mines italien Buffoluto. 
Le 21 septembre 1943, le Brandenburg, en compagnie du Jägerleitschiff Kreta, est torpillé par le sous-marin britannique HMS Unseen dans la mer Tyrrhénienne, à environ 7 milles marins au nord-est de l'Île de Capraia. 25 membres de l'équipage sont tués.

### Note et référence
- (de) Cet article est partiellement ou en totalité issu de l’article de Wikipédia en allemand intitulé « Brandenburg (Schiff, 1936) » (voir la liste des auteurs).